# Вунд (нос)
Носът Вунд (на английски: Vund Point) е свободен от лед, нисък и заоблен морски нос, най-източната точка на остров Ръгед (Грапав) край западния бряг на остров Ливингстън. Разположен 1,05 km североизточно от нос Симеон Радев, 1,31 km югоизточно от нос Херинг, и 2,03 km на запад-северозапад от нос Лаагер на остров Ливингстън. Районът е посещаван от ловци на тюлени през XIX век.
Координатите му са: 62°37′58.1″ ю. ш. 61°11′20.5″ з. д. / 62.632806° ю. ш. 61.189028° з. д..
Наименуван е на Вунд, български владетел в Кавказ основал княжеството Вананд през 32-20 пр.н.е. Името е официално дадено на 15 декември 2006 г.
Британско картографиране от 1968 г., испанско от 1992 г., българско от 2005, 2009 и 2012 г.

## Карти
- Península Byers, Isla Livingston Архив на оригинала от 2013-11-09 в Wayback Machine.. Mapa topográfico a escala 1:25000. Madrid: Servicio Geográfico del Ejército, 1992.
- L.L. Ivanov et al, Antarctica: Livingston Island, South Shetland Islands (from English Strait to Morton Strait, with illustrations and ice-cover distribution), 1:100000 scale topographic map, Antarctic Place-names Commission of Bulgaria, Sofia, 2005
- Л. Иванов. Антарктика: Остров Ливингстън и острови Гринуич, Робърт, Сноу и Смит. Топографска карта в мащаб 1:120000. Троян: Фондация Манфред Вьорнер, 2009. ISBN 978-954-92032-4-0
- Л. Иванов. Карта на остров Ливингстън. В: Иванов, Л. и Н. Иванова. Антарктика: Природа, история, усвояване, географски имена и българско участие. София: Фондация Манфред Вьорнер, 2014. с. 18-19. ISBN 978-619-90008-1-6